# Pudding

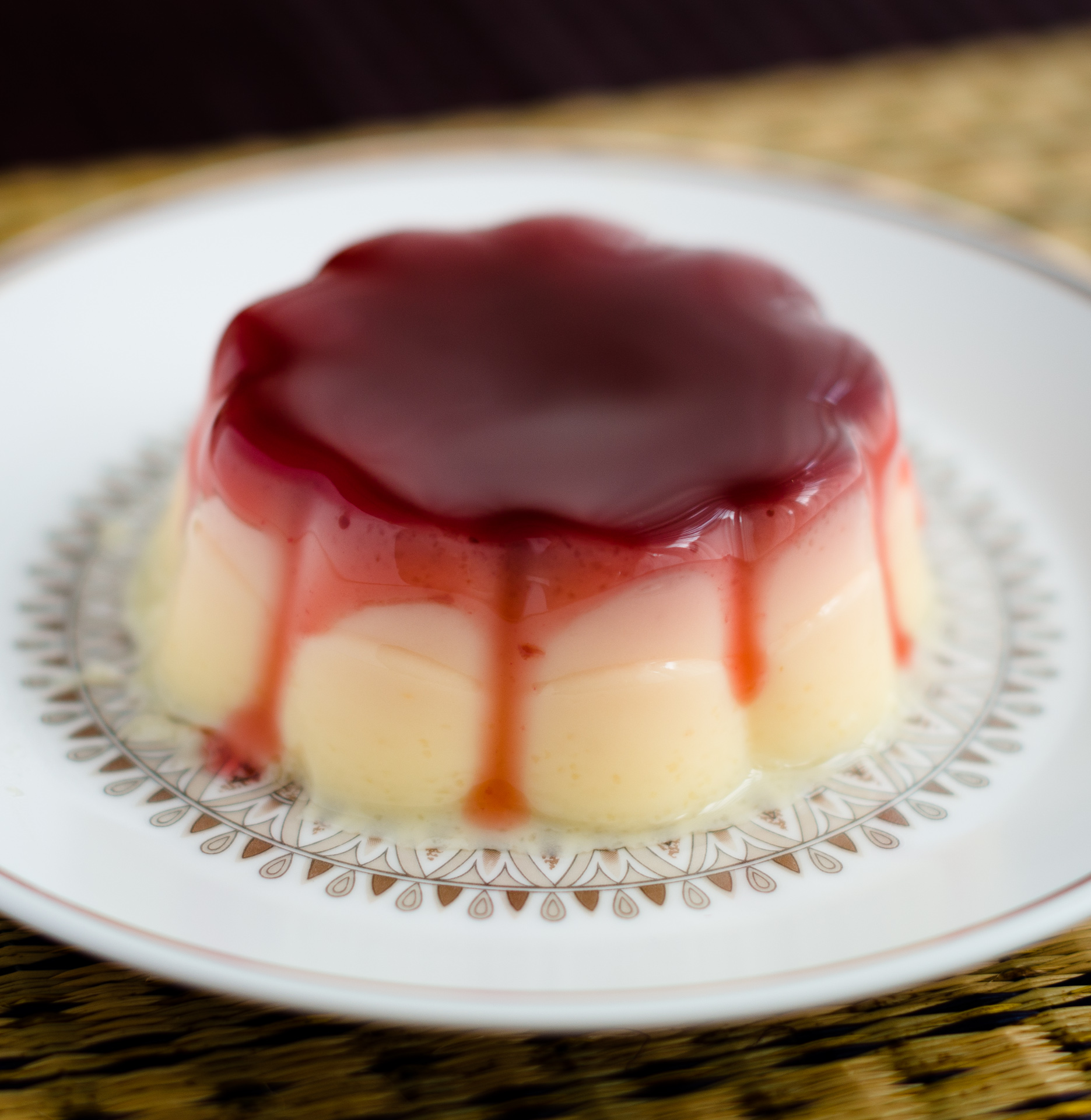
Grießmehlpudding mit Himbeersauce (eigentlich ein Flammeri)

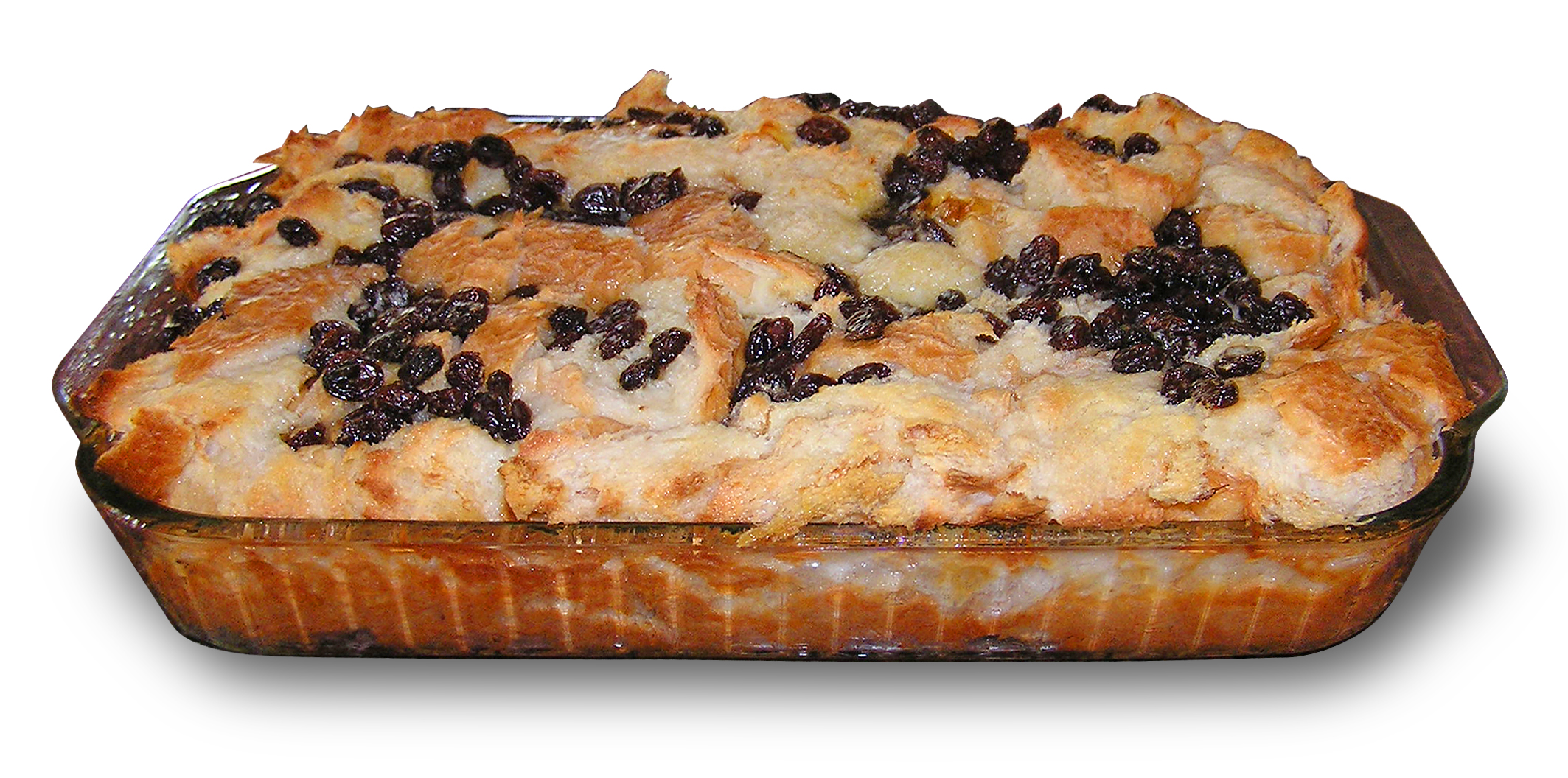
Brotpudding

Pudding bezeichnet im deutschen Sprachraum heute eine Süßspeise, die mit Speisestärke angedickt wird. Die küchenfachsprachliche Bezeichnung dafür ist Flammeri.
Puddinge, auch Puddings, im küchenfachsprachlichen Sinn sind eine Zubereitung aus unterschiedlichen Grundbestandteilen, im Wasserbad gegart, das Bindemittel ist in der Regel Eiermilch, und werden meist warm serviert. Die gastronomische Fachbezeichnung Pudding kann sich sowohl auf pikante (z. B. Gemüsepudding aus Möhren, Erbsen oder Blumenkohl in Ei-Sahne pochiert) als auch auf süße Puddinge beziehen (z. B. Kabinettpudding). Auflaufpuddinge sind dabei nicht so locker wie Aufläufe.
Entgegen klassischer Definition für Süßspeisen verwendet die Lebensmittelindustrie die Bezeichnung Pudding für Flammeris mit überwiegender Stärkebindung, die kalt serviert werden, seit den 1930er Jahren, wobei der Name Flammeri in Vergessenheit geriet. Der (heutige) Unterschied zwischen Flammeri, industriell genannt Pudding, und einem Pudding im küchenfachsprachlichen Sinn liegt darin, dass Flammeris mit Stärke gebunden und kalt serviert werden, Puddinge hingegen mit Eiern (Eierstich- oder Brandmasse) gebunden und im Wasserbad gekocht werden. Nur in wenigen Fällen (z. B. Christmas Pudding) werden Puddinge kalt serviert.
Im englischen, besonders im britischen Sprachraum steht das Wort für eine Süßspeise oder den Nachtisch ganz generell, ähnlich wie im österreichischen Sprachraum Nachspeise.

## Zubereitung
Puddinge werden oft hergestellt, indem man eine Brandmasse aus Milch, Butter, Zucker und Weizenmehl bereitet, die mit Eigelb, Geschmacksstoffen und Eiklarschnee fertiggestellt wird. Typisch ist das Pochieren im Wasserbad in der Backröhre in feuerfesten, gefetteten Gefäßen, wobei Ei als Bindemittel fungiert. Puddinge werden aus der Form gestürzt und meist mit Saucen serviert, traditionell meist warm.

## Puddingpulver
Seit Ende des 19. Jahrhunderts bieten große Molkereien und Lebensmittelfirmen industriell hergestellten sogenannten Fertigpudding an, oft auf Basis von Instantpulver, auch fälschlicherweise Puddingpulver genannt. Da der Name „Pudding“ bis zu Anfang des 20. Jahrhunderts in seiner richtigen Form genutzt wurde, nämlich für aufwendig im Wasserbad gegarte Speisen, die mit Eischnee gelockert wurden, liegt die Vermutung nahe, dass die Verfälschung der ursprünglichen Bedeutung durch den aufkommenden Fertigpudding, der eigentlich ein Flammeri ist, verursacht wurde.
Hauptbestandteil ist Mais-, Reis- oder Weizenstärke. Weitere Zutaten sind Zucker, teilweise Sahnepulver, Kakao oder Vanille sowie Aromen. Dieser sogenannte „Pudding“ kann anschließend mit verschiedenen weiteren Zutaten aromatisiert werden. Serviert wird er häufig mit Kompott, Fruchtsaft (auch -sirup) oder einer süßen Sauce.

## Wortherkunft
Die Herkunft des Wortes Pudding ist unsicher. Übernahme von altfranzösisch bodin (vgl. neufranzösisch boudin ‚Blutwurst‘), seinerseits von lateinisch botulus ‚Wurst‘, liegt nah, ist aber umstritten. Noch unsicherer ist ein Anschluss an altenglisch puduc ‚Schwellung, Zyste‘.
Im Englischen seit 1305 belegt, bezeichnete Pudding erst einmal Speisen, die in einen Magen eingenäht gekocht wurden, ab 1444 ist es in der Bedeutung ‚Eingeweide‘ bezeugt. Seine heute übliche britische Bedeutung ‚Nachtisch, Dessert‘ kann man nur bis ins Jahr 1544 zurückverfolgen und ist offensichtlich jünger. Ins Deutsche ist das Wort Ende des 17. Jahrhunderts gelangt.

## Varianten

### Großbritannien

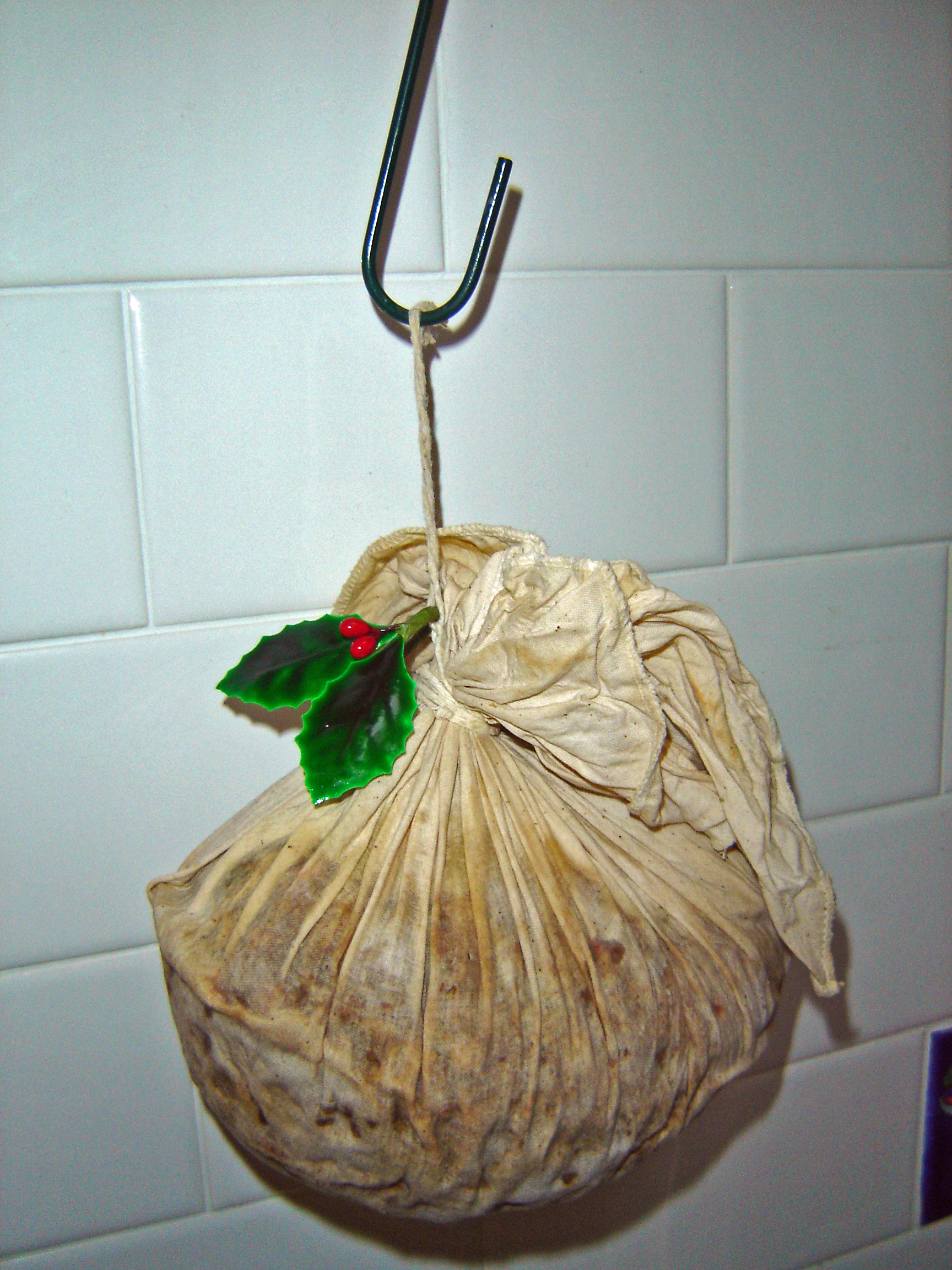
Pudding im Tuch

In Großbritannien bezeichnete Pudding ursprünglich ein aus Brot, Gemüse oder Fleisch bestehendes Gericht, das in einer Form im kochenden Wasserbad zubereitet oder gedämpft wird, vor allem in Varianten, die aus der traditionellen englischen oder schottischen Küche stammen. Beispiele sind Black Pudding (im Prinzip eine Blutwurst), Haggis oder der traditionelle süße Christmas Pudding. In der schottischen Küche wird ein süßer Pudding in der Art des Christmas Pudding als Clootie dumpling bezeichnet (clootie = Tuch, dumpling = Kloß). In Scheiben geschnitten, wird er in Schottland trotz der süßen Zubereitung auch mit Schinken und Eiern gebacken zum Frühstück gegessen. Yorkshire Pudding ist trotz seines Namens kein Pudding im Sinne dieses Artikels, sondern eine herzhafte gebackene Teigware, die zum Roastbeef serviert wird.

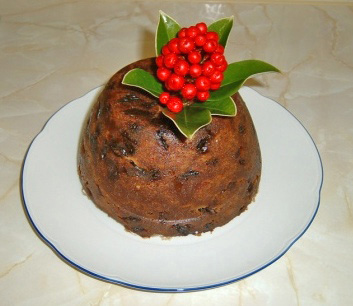
Englischer Christmas Pudding

In Meyers Konversations-Lexikon heißt es Ende des 19. Jahrhunderts: „Die englischen Puddinge enthalten in der Regel viel fein gehacktes Rindsfett, werden in einem mit Butter bestrichenen leinenen Tuch in Salzwasser gar gekocht und mit Wein- oder Brandysaucen gegessen. (…) Man hat süße Puddinge und solche mit Fleisch, Leber, Fisch, Krebsen, Austern und Gemüse. Genossen werden die Puddinge teils warm, teils kalt, sogar gefroren (Cremepuddinge).“
Das englische Wort pudding bezeichnete zuerst offenbar die runde und knödelartige Form. Ursprünglich waren vor allem herzhafte Speisen gemeint, aber auch schwere Süßspeisen waren vom Anfang an unter dem Wort miteinbezogen, und im Laufe der Zeit rückten diese in den Mittelpunkt. Als eine Art sprachliche Verallgemeinerung bekam das englische Wort dann auch die Bedeutung „Nachtisch“ (What’s for pudding?).
Im Mittelalter wurden in England „black puddings“ wie Haggis und „white puddings“ auf Getreidebasis unterschieden. Zur Herstellung wurde immer ein Tierdarm als Form und Hülle verwendet. Anfang des 17. Jahrhunderts wurde das Puddingtuch in der englischen Küche eingeführt, die erste überlieferte Erwähnung stammt aus dem Jahr 1617. Erst seitdem war die Herstellung von Pudding unabhängig von der Schlachtung ganzjährig möglich. Bis zum 18. Jahrhundert war die Basis jedoch immer Rindertalg, auch bei süßen Varianten. Bis zur Mitte des 19. Jahrhunderts wurden einfache Puddings aus Talg, Mehl und Brotkrumen oder Paniermehl sowie Plum Duff (ein süßer Pudding) in London auf der Straße verkauft. Ein noch heute in England bekannter Talgpudding ist der Steak and Kidney Pudding.
Süße Puddings wurden in England erst im Viktorianischen Zeitalter populär, was in England auch auf den Einfluss der deutschen Küche nach der Heirat von Königin Victoria mit Prinz Albert von Sachsen-Coburg und Gotha zurückgeführt wird. In den Kochbüchern dieser Zeit gibt es zahlreiche Pudding-Rezepte mit deutschen Namen wie Kassel Pudding, Kaiser Pudding oder Albert Pudding nach dem Prinzgemahl. Schon König Georg I. aus Niedersachsen hatte im englischen Volksmund den Spitznamen „Pudding-George“, doch wird sein Einfluss auf die englische Küche als eher gering eingeschätzt. Umgekehrt machte er womöglich den Pudding im deutschen Raum erst richtig bekannt.
Nach der Einführung von Stärkeprodukten wie Sago veränderten sich die Rezepte, und darauf basierten die späteren Milchpuddings. Im 20. Jahrhundert wurde das Tuch durch Puddingformen ersetzt. Was in den USA und im deutschen Sprachraum als Pudding bezeichnet wird, ist eine Milchspeise, die im Englischen seit dem 19. Jahrhundert als milk pudding bezeichnet wird und als Kost für Kranke und kleine Kinder galt.

### Deutschland und Österreich

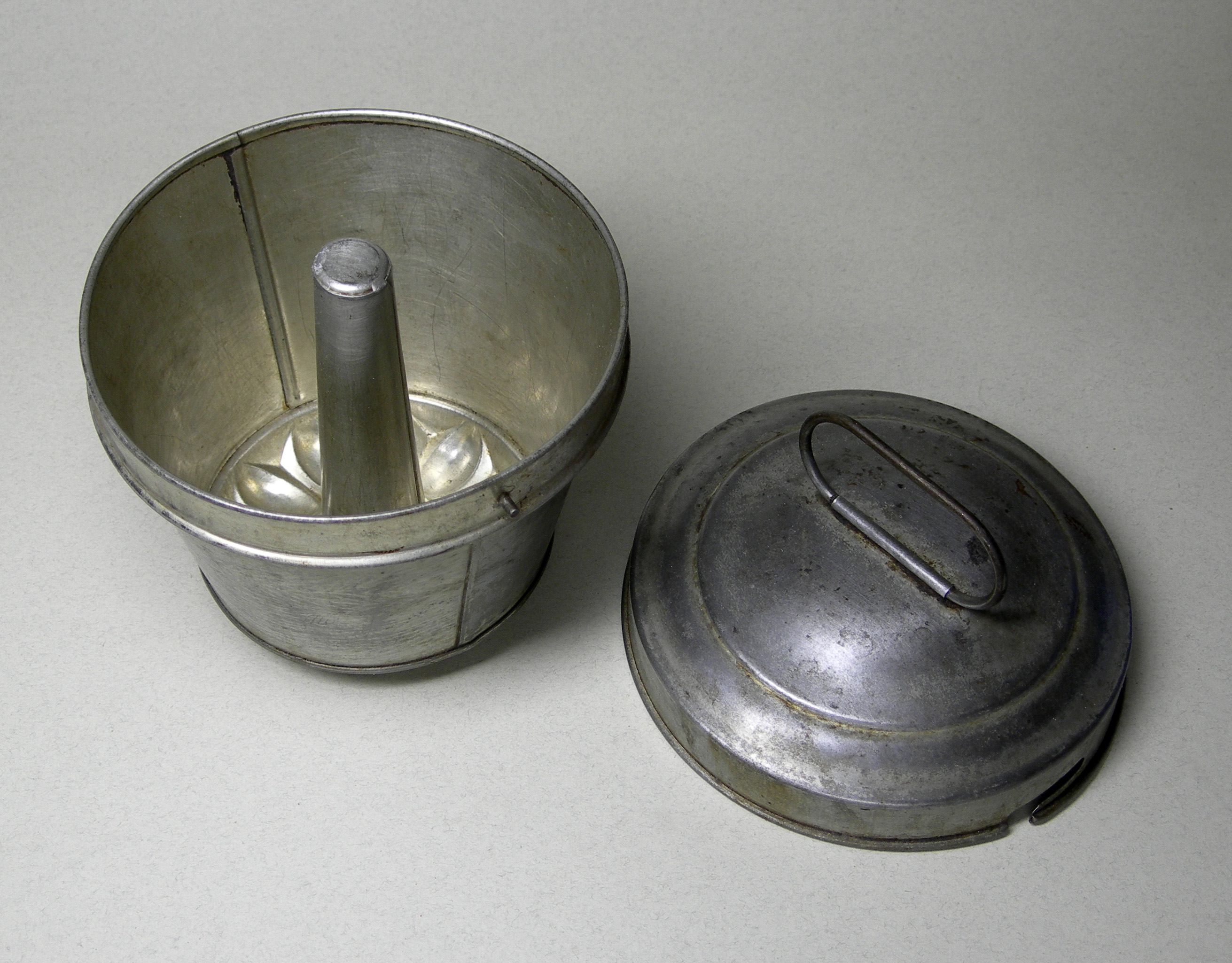
Alte Puddingform mit Bajonettverschluss für den Deckel

Die Bezeichnung „Pudding“ für eine Süßspeise wurde laut dem Deutschen Wörterbuch der Brüder Grimm im deutschen Sprachraum im 18. Jahrhundert aus dem Englischen übernommen. Parallel dazu gab es den deutschen Ausdruck Serviettenkloß. Bei Grimm wird der englische pudding hergeleitet von dem französischen Wort boudin für Blutwurst. Die Definition von Habs/Rosner Ende des 19. Jahrhunderts lautet „ein großer Kloß aus Mehl, Ei und Butter (…), der in einem Tuch oder einer Blechform in kochendem Wasser gar gesotten wird (…)“ Allerdings ist der Ausdruck Pudding bereits bei Schandri und Buchmeier Ende des 19. Jahrhunderts ganz klar als eine Speise, die in einer Puddingform im Wasser gegart wird, beschrieben. Das galt auch noch Anfang des 20. Jahrhunderts.
Laut Habs/Rosner taucht der Begriff Pudding im deutschen Sprachraum erstmals 1701 als „Poding“ in der Haus- und Landbibliothek eines Andreas Glorez in Mähren auf, spielte Mitte des 18. Jahrhunderts jedoch noch keine wesentliche Rolle und wurde erst nach 1760 populär, angeblich durch englische Romane von Henry Fielding und Tobias Smollett. Sie verweisen jedoch darauf, dass es in Deutschland und Österreich auch vorher bereits ähnliche Speisen gegeben habe, die im Süddeutschen als Knopf und im Norddeutschen als Grützwurst bekannt seien. Auch „Sackkuchen“ und „Büchsenkuchen“ habe es schon vorher gegeben.
Diese Sack- oder Büchsenkuchen wurden nach dem Kochen in Scheiben geschnitten und dann mit Butter in einer Pfanne gebraten. Bis etwa 1760 sei das im deutschen Sprachraum der häufigste Pudding gewesen. Danach sei der warm gegessene gekochte Pudding zunehmend beliebt geworden, der manchmal vor dem Servieren mit Rum flambiert werde. „Da jedoch in der (süddeutschen, erg.) Küche des 19. Jahrhunderts eher Überfülle als Mangel an warm verspeislichem süßen Backwerk herrscht, so haben seit etwa 1880 ganz entschieden die kalten Puddings die Oberhand gewonnen, die entweder wie die Sulzen mit Hausenblase bereitet oder in der Eismaschine gekühlt werden (…). Der flammenlodernde Plumpudding insbesondere ist jetzt auf der feinen Tafel ebenso verpönt, als er früher beliebt war.“
In der Oeconomischen Encyclopädie von Johann Georg Krünitz aus dem 18. Jahrhundert wird der Pudding auch als „englischer Kloß“ bezeichnet. Krünitz gibt zahlreiche Rezepte für herzhafte und süße Puddings an, darunter auch „Pudding von Häringen“ und „Pudding von Krebsen“. In jedem Fall wird ein Tuch für die Zubereitung verwendet.
Eine Besonderheit ist ein Pudding, der ohne Tuch nur in einer Schüssel zubereitet wurde:
„Man nimmt einen guten Theil Ochsenmark, und schneidet es in dünne Scheibchen, oder hackt es klein, und streuet etwas davon in eine Schüssel, tunkt dünne Scheibchen weißes Brodt in Milch und legt sie darauf (…), wieder eine Lage Ochsenmark, und dann wieder in Milch getunkte Semmelscheiben; dieß thut man so lange, bis die Schüssel voll ist; daß oberste muß aber Mark seyn.“
Obenauf kam eine Mischung aus Eidotter, Sahne und Zucker. Das Ganze wurde in einer „Tortenpfanne“ gebacken. Aus einem englischen Kochbuch übernommen wurden einige Rezepte, die bereits Ähnlichkeit mit den späteren deutschen Puddings haben. So heißt es:
„Nehmet einen Suppenlöffel voll Mehl, eben so viel Rahm (…) ein Ey, und ein wenig geriebene Muscatennuß, und kocht es zusammen in einer hölzernen Schüssel eine Stunde lang. Wenn ihr es für gut befindet, könnet ihr auch ein wenig Corinthen dazu thun.“
Der modernste Pudding bei Krünitz ist wohl ein Rezept mit Sago, Milch und Eiern, der ebenfalls in einer Schüssel gekocht wird. 1864 wurde in Wien der angeblich weltweit größte Pudding hergestellt, der 630 Kilogramm gewogen habe und u. a. aus 300 kg Rosinen, 125 kg Zucker, 100 kg Mandeln, 100 kg Nierenfett, 50 kg Zitronat, 4500 Eiern, 10 Flaschen Rum bestand.
„Statt der Serviette bediente man sich eines Segeltuchs, das mit 25 kg Butter gesalbt und in einen Kessel (…) eingelassen wurde (…) Das Ein- und Ausheben geschah mittels Flaschenzugs, und das Kochen dauerte fünf Tage und fünf Nächte (…)“.
Süß- und Mehlspeisen, die heute auf Deutsch meistens als Pudding bezeichnet werden, hießen im 19. Jahrhundert oft noch „Stärkemus“ und später dann „Stärkepudding“ aufgrund des Hauptbestandteils Stärke.
Im Kochbuch „Die Süddeutsche Küche“ der österreichischen Kochbuchautorin Katharina Prato werden (in der 53. Auflage um 1915) Puddings im Kapitel „Köche, Aufläufe, Puddings“ vorgestellt („Köche“ wie Grießkoch, der mit Dotter und Eischnee zubereitet auch im Dunst gekocht wird), wobei Köchen und Puddings gemeinsam ist, dass sie (neben anderen Garungsmethoden) vor allem in einer Form im Wasserbad gekocht werden (und Aufläufe als „gebackene Köche“ bezeichnet werden). Die Vielfalt derartiger im Wasserbad gekochten Süßspeisen zeigt sich in der Auflistung von rund achtzig Dunstköchen und rund zwanzig süßen Puddings.
Im Kochbuch von J. M. Heitz Die Wiener Bürgerküche handelt das Kapitel Von den Puddings ausschließlich von in einer Form im Wasserbad gekochten Massen, 23 dieser Süßspeisen an der Zahl, unter anderem mit dem aus der österreichischen Küche stammenden Schokoladenpudding mit dem Namen „Mohr im Hemd“.

### Andere Länder
In Frankreich bezeichnet pouding eine Art Kuchen, also eine Sonderform des süßen bread pudding (Brotpudding). Eine besonders in den Niederlanden beliebte Variante ist Vla – eine Pudding-Variation, die flüssiger als normaler Pudding ist.